# كلاينيس شريكورن
كلاينيس شريكورن (بالإنجليزية: Kleines Schreckhorn)‏ هو أحد جبال سلسلة جبال الألب البرنية وجزء من القمة الأم سشريكورن يقع في كانتون برن، سويسرا. يبلغ ارتفاع الجبل حوالي 3494 متر، بينما يبلغ ارتفاع نتوء الجبل 97 متر.